# Сукчон (ван Чосона)
Сукчон (кор. 숙종, 肅宗, Sukjong) — 19-й ван корейского государства Чосон, правивший с 22 сентября 1674 по 12 июля 1720 года. Имя — Тхве. Второе имя — Мёнбо.
Посмертные титулы — Хёный-тэван, Вонхё-тэван.

## Жизнеописание

### Ранние годы
Король Сукчон родился 7 октября 1661 (15-й день 8-го лунного месяца) во дворце Чхандоккун. Ему дали имя Ли Сун. В 1667 году, в возрасте 6 лет, он получил титул наследного принца Мёнбо и в 1674, в возрасте 14 лет, стал 19-м правителем Чосона.
Король Сукчон был блестящим политиком. Во время его правления часто сменялись правящие партии ради укрепления королевской власти. Тем не менее, хаотические изменения в правительстве существенно не влияли на жизнь простого населения, и его правление считается одним из наиболее благополучных времен. Социально-экономические преобразования в Корее, развитие торговли объективно требовали введения денежного обращения. В 1678 г. он издал указ о начале повсеместной чеканки монет. Поэтому этот год принято считать началом широкого денежного обращения в Корее.

### Борьба фракций
Южная и Западная партии постоянно боролись за власть. Они имели разные взгляды на вопрос о борьбе с империей Цин, которая считалась варварской (в отличие от империи Мин). Южная фракция поддерживала войну с Цин, в то время как Западная хотела сосредоточиться на улучшении бытовых условий.
Сначала Сукчон примкнул к Южной партии, но в 1680 году глава фракции был обвинен в измене. К власти пришла Западная партия, которая разделилась на Норон (старое учение) и Сорон (новое учение). В 1689 году Норон рухнула, когда Сукчон лишил королеву Инхён её титула и назначил королевой Чан Хибин. Западная фракция была против именования сына Чан наследным принцем, чем и возмутила короля. К власти вернулась Южная партия, поддерживающая Чан Хибин и её сына.
Пять лет спустя, в 1694 году, Южная партия решила навсегда избавиться от Западной, обвинив её в заговоре с целью восстановления титула королевы Инхён. В это же время Сукчон начал сожалеть о низложении королевы Инхён и интересоваться наложницей Сук из клана Чхве (она была союзницей Инхён и партии Норон). Король разозлился на Южную фракцию, вернул Западную и восстановил Королеву Ин Хён в правах королевы, и в скором времени она вернулась во дворец, в покои королевы. Чан Хибин была вновь понижена в ранге и вскоре казнена за колдовство и убийство королевы Инхён из ревности и страстного желания вновь вернуть корону. Сорон поддерживала наследного принца Хвисо (Ли Юн, позднее король Кёнджон), сына Чан Хибин, а Норон принца Ёнина (Ли Гым, позднее король Ёнджо).

### Внешняя политика.
При правлении Сукчона Чосон имел дипломатические связи с Цинской империи и Японией. 1682 году отправил посольство во главе Юн Чиваном (англ.), корейская сторона поздравила Токугава Цунаёси в связи с назначением его новым сёгуном. 1711 году отправил посольство во главе Чо Тхеок (англ.), корейская сторона поздравила Токугава Иэнобу в связи с назначением его новым сёгуном. 1717 году прибыло цинское посольство во главе Акдун (англ.). 1719 году отправил посольство во главе Хон Чхиджун (англ.), корейская сторона поздравила Токугава Ёсимуну в связи с назначением его новым сёгуном.

### Последние годы правления
В 1718 году Сукчон назначил будущего короля Кёнджона своим регентом. Сукчон умер в 1720 году, в возрасте 58 лет, предположительно, назвав наследником принца Ёнина, но в отсутствие человека, делающего записи. Этот инцидент привёл к ещё одной чистке при дворе. Сукчон был похоронен в городе Кояне провинции Кёнгидо.
На протяжении своего 46-летнего правления Сукчон провёл три реформы. Он провёл реформу налоговой системы, ввёл в использование монеты, а также позволил среднему классу и детям наложниц занимать более высокие правительственные должности в провинциях. В 1712 году правительство Сукчона работало с империей Цин чтобы определить национальные границы между двумя странами на реках Амноккан и Туманган. Японское правительство признало остров Уллындо территорией Кореи в 1696 году. Сукчон заложил основы эпохи возрождения Чосона, которая наступила при последующем правлении королей Ёнджо и Чонджо.

## Полное имя
Полный титул вана Сукчона выглядел так:
- кириллическая запись: «Сукчон Хёни Гванъюн Есон Ённёр Юмо Ёнъун Хонъин Джундок Пэчхон Хапто Гехю Доккён Джонджун Хёпкык Сини Дэхун Джанмун Хонму Гёнмён Вонхё тэван»;
- романизация: Sukjong Hyeoneui Gwangyun Yeseong Yeongryeol Yumo Yeongun Hongin Jundeok Baecheon Habdo Gyehyu Dokgyung Jeongjung Hyeopgeuk Sineui Daehun Jangmun Heonmu Gyungmyung Wonhyo;
- хангыль: 숙종현의광윤예성영렬유모영운홍인준덕배천합도계휴독경정중협극신의대훈장문헌무경명원효대왕;
- ханча: 肅宗顯義光倫睿聖英烈裕謨永運洪仁峻德配天合道啓休篤慶正中協極神毅大勳章文憲武敬明原孝大王.

## Жёны
- Ким Окхе, королева Ингён
  - 2 дочери (умерли при рождении)
- госпожа Мин, королева Инхён
  - нет детей
- госпожа Ким, королева Инвон
  - нет детей

### Наложницы
- Чан Окчжон, Благородная супруга Чан-хибин
  - Кёнджон
  - принц Сынсу (оспаривается)
- госпожа Чхве, Благородная супруга Чхве Сукпин[англ.]
  - принц Ёнсу (умер в младенчестве)
  - Ёнджо
  - сын (1698) (умер при рождении)
  - дочь (1707, оспаривается)
- Благородная супруга Пак Мёнбин
  - Ли Хвон, принц Еннён (1699—1719)
- Благородная супруга Ким Ёнбин
  - нет детей
- Ким Гвиин
  - нет детей
- Юн Суи
- нет детей
- Чхве Суи
  - нет детей